# Diego Rigonato
Diego Rigonato Rodrigues (Americana, 9 de marzo de 1988) es un futbolista brasileño, juega como mediocampista o lateral izquierdo y su equipo es el Ceará de la Serie A brasileña. 

## Trayectoria

### Toluca
El 6 de julio de 2019 se oficializa su incorporación al Deportivo Toluca Fútbol Club.
Debuta oficialmente el domingo 11 de agosto de 2019 en del partido Toluca vs. América disputado en la jornada 4 del Torneo Apertura 2019, dicho partido culminó en derrota para los diablos contra las águilas con marcador de 0-1.